# Teatro comunale (Caldarola)
Il teatro comunale di Caldarola è fu costruito agli inizi dell'Ottocento all'interno del cinquecentesco Palazzo del Podestà con una struttura in legno di 22 palchetti, venne completamente ristrutturato ed allargato nel 1906 secondo i canoni artistici di quegli anni.

## Storia
Costruito nel 1823 contava all'epoca 22 palchetti, vide i fasti durante il Carnevale del 1830 ma venne chiuso una prima volta nel 1887. Grazie ai lavori di ampliamento di Filippo Amici terminati nel 1906 il teatro vide una nuova apertura, i posti erano diventati 291. Da allora fu chiuso temporaneamente dal 1980 sino al 1986.